# ヴォルフガング・フォン・グロナウ

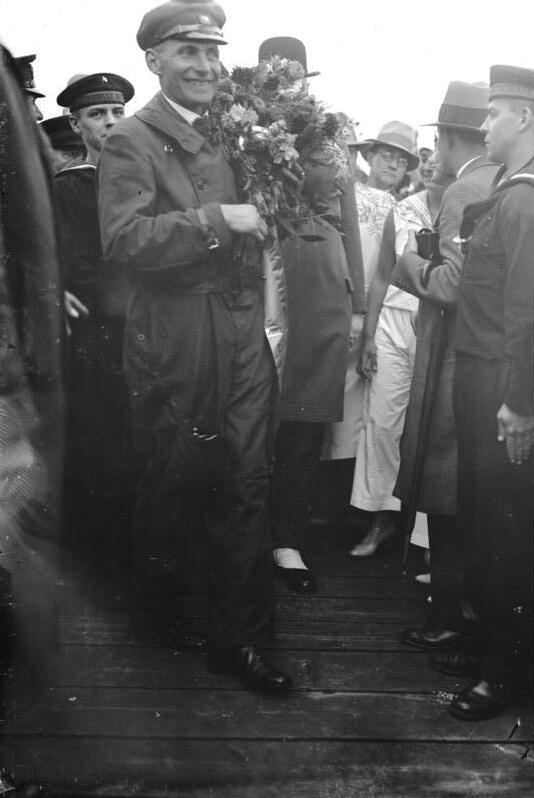
Wolfgang von Gronau 1930年

ヴォルフガング・フォン・グロナウ（Wolfgang von Gronau 1893年2月25日 - 1977年3月17日)はドイツのパイロット、外交官である。
ドルニエ・ワール飛行艇で3人の乗員とともに、1932年7月21日から11月10日までの111日をかけて世界一周飛行を行った。ドイツのシリト島を出発し、西回りでアイスランド - グリーンランド - カナダ - アメリカ - シベリア - 日本 - 中国 - フィリピン -蘭領東インド - マラッカ - ビルマ - インド - イラン - イラク - キプロス - ギリシャ - イタリアを経てドイツに戻った。同年、ハーモン・トロフィーを獲得した。1939年4月には、駐日ドイツ大使館の駐在武官として日本に駐留、当時の駐日大使はオイゲン・オットであった。1947年11月に解任となり、バイエルンに帰国した。